# Otto Mayer-Serra
Otto Mayer-Serra (Berlín, 1904- Ciutat de Mèxic, 1968) va ser un musicòleg d'origen alemany. Va estudiar amb Curt Sachs, H. Albert, Erich Moritz von Hornbostel i Johannes Wolf a la Universitat de Berlín. Va defensar la seva tesi doctoral sobre la sonata romàntica per a piano el 1929, a la Universitat de Greifswald.
Va treballar com a assistent del director Hermann Scherchen a la ràdio de Berlín i va tornar a Barcelona el 1933, on va fer de crític musical en publicacions com ara Mirador, Revista Musical Catalana o Musicografia. També va exercir d'assessor de l'editorial Labor. El 1939 es va exiliar a Mèxic, on va publicar diverses obres sobre la música del país.

## Obres
- Cançoner revolucionari internacional (1937)[4]
- El romanticismo musical (1940)
- Panorama de la música mexicana (1941)
- Panorama de la música hispanoamericana (1944)
- Música y músicos de Latinoamérica (1947)
- Breve diccionario de la música (1948)